# Pseudaneitea powelli
Pseudaneitea powelli är en snäckart som beskrevs av Burton 1963. Pseudaneitea powelli ingår i släktet Pseudaneitea och familjen Athoracophoridae. Inga underarter finns listade i Catalogue of Life.